# Chiesa di San Matteo (Chiaramonti)
La chiesa di San Matteo è un edificio religioso situato a Chiaramonti, centro abitato della Sardegna nord-occidentale. Consacrata al culto cattolico, è sede dell'omonima parrocchia e fa parte dell'arcidiocesi di Sassari.

Eretta a fine Ottocento sostituì la vecchia parrocchiale ormai decadente. L'edificio edificato con pietra trachitica in stile neoclassico, presenta un'aula trinavata con due pilastri e due colonne per parte. Conserva al suo interno alcuni dipinti del portotorrese Mario Paglietti (1865-1943).

## Galleria d'immagini

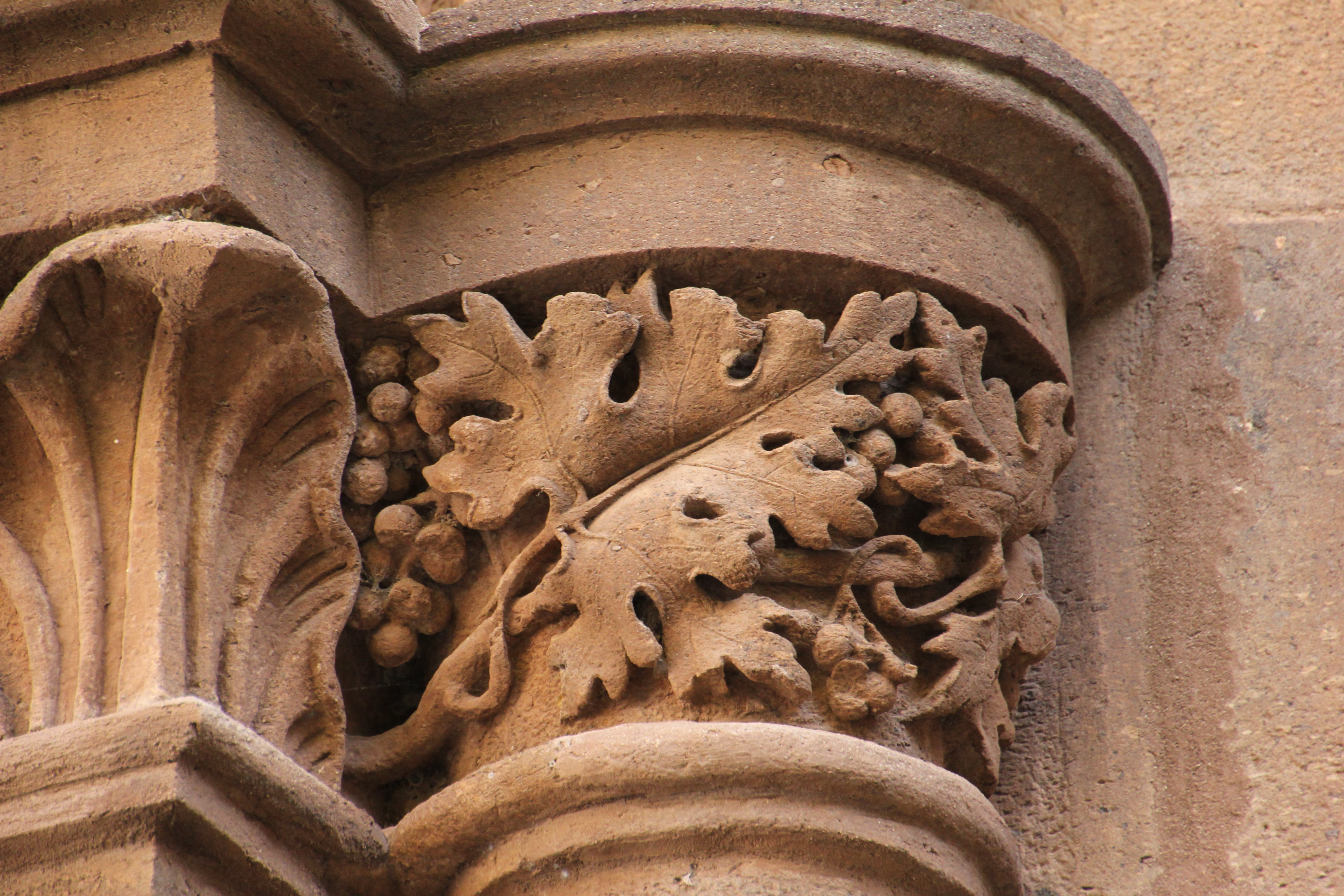
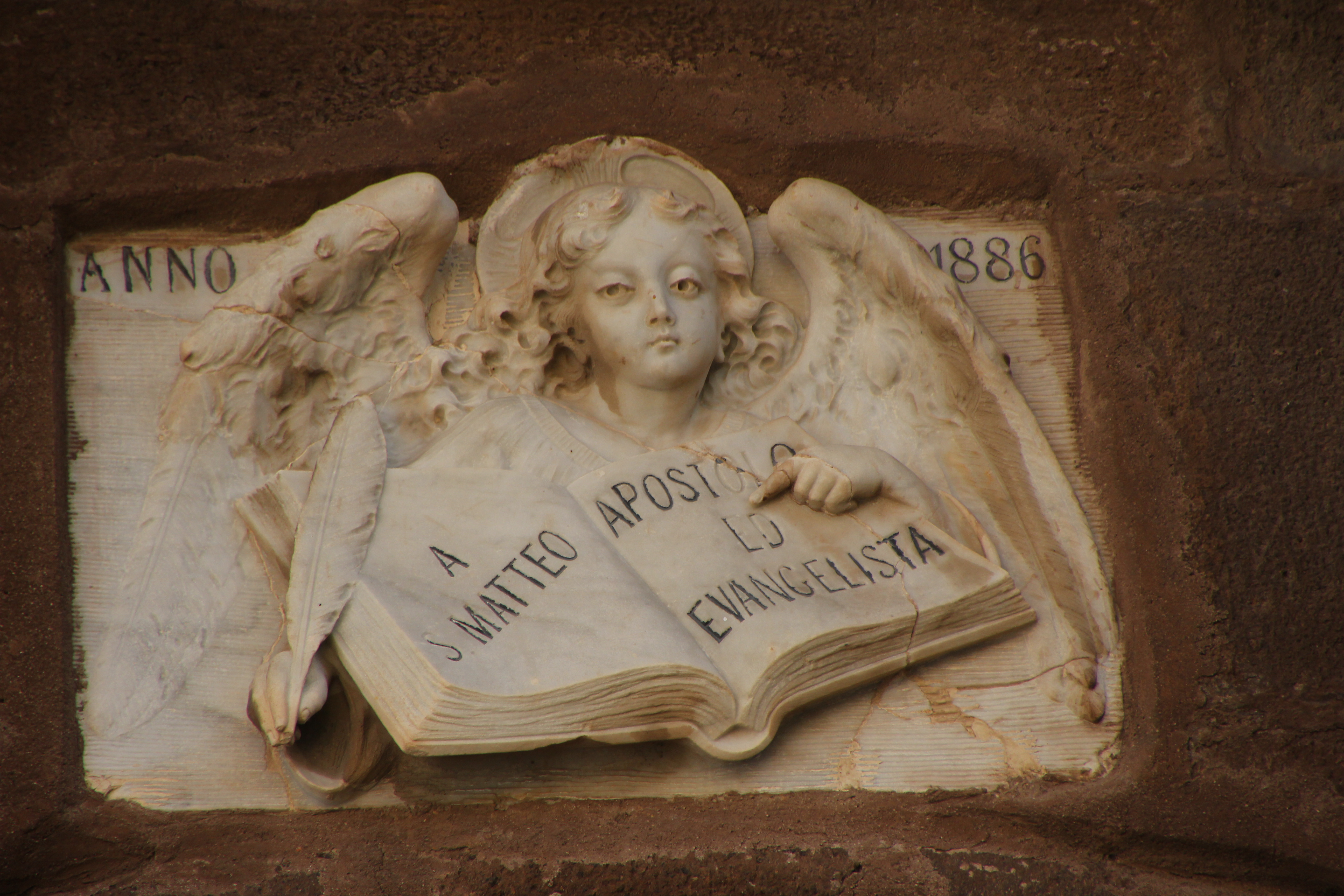
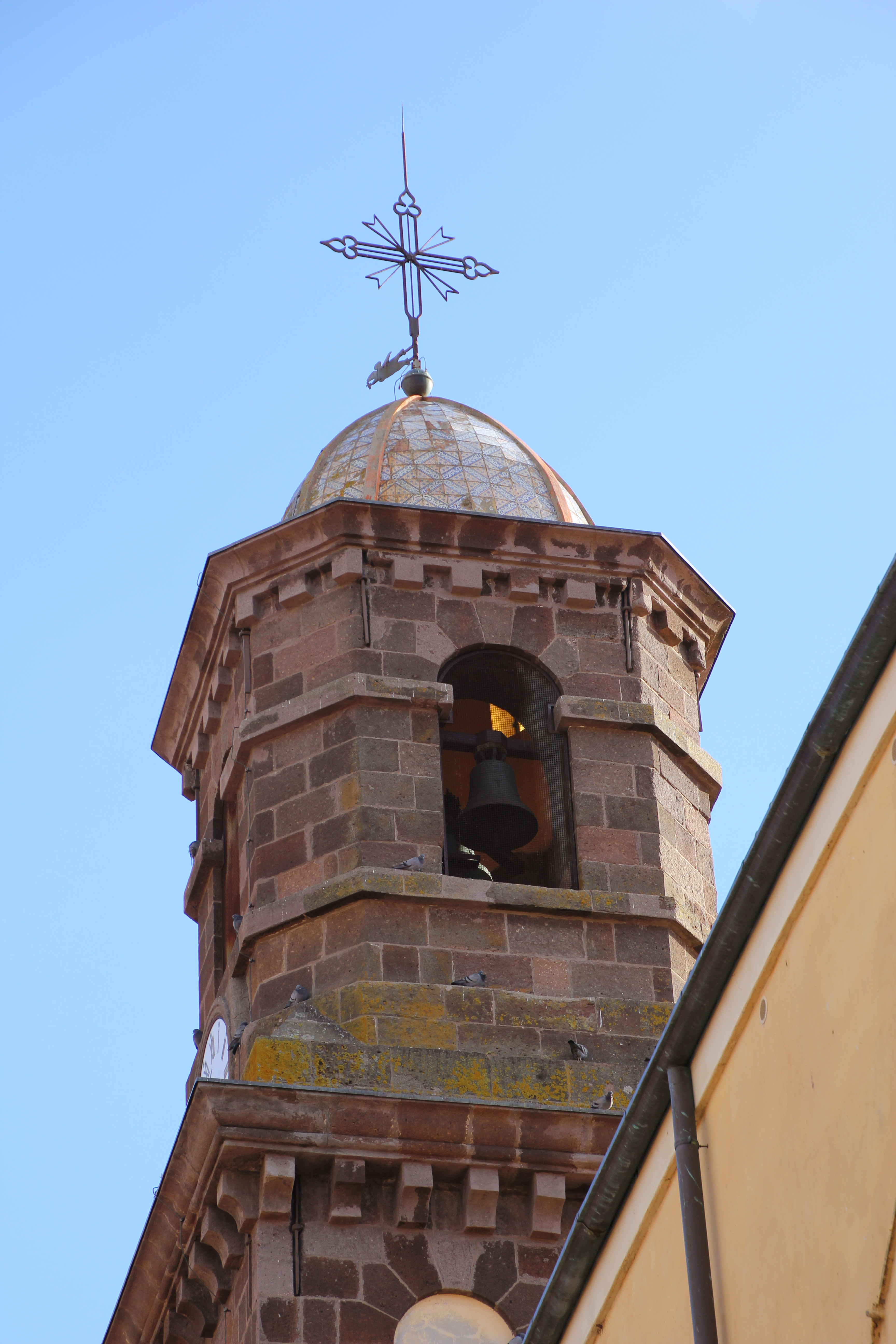